# Nasiräer

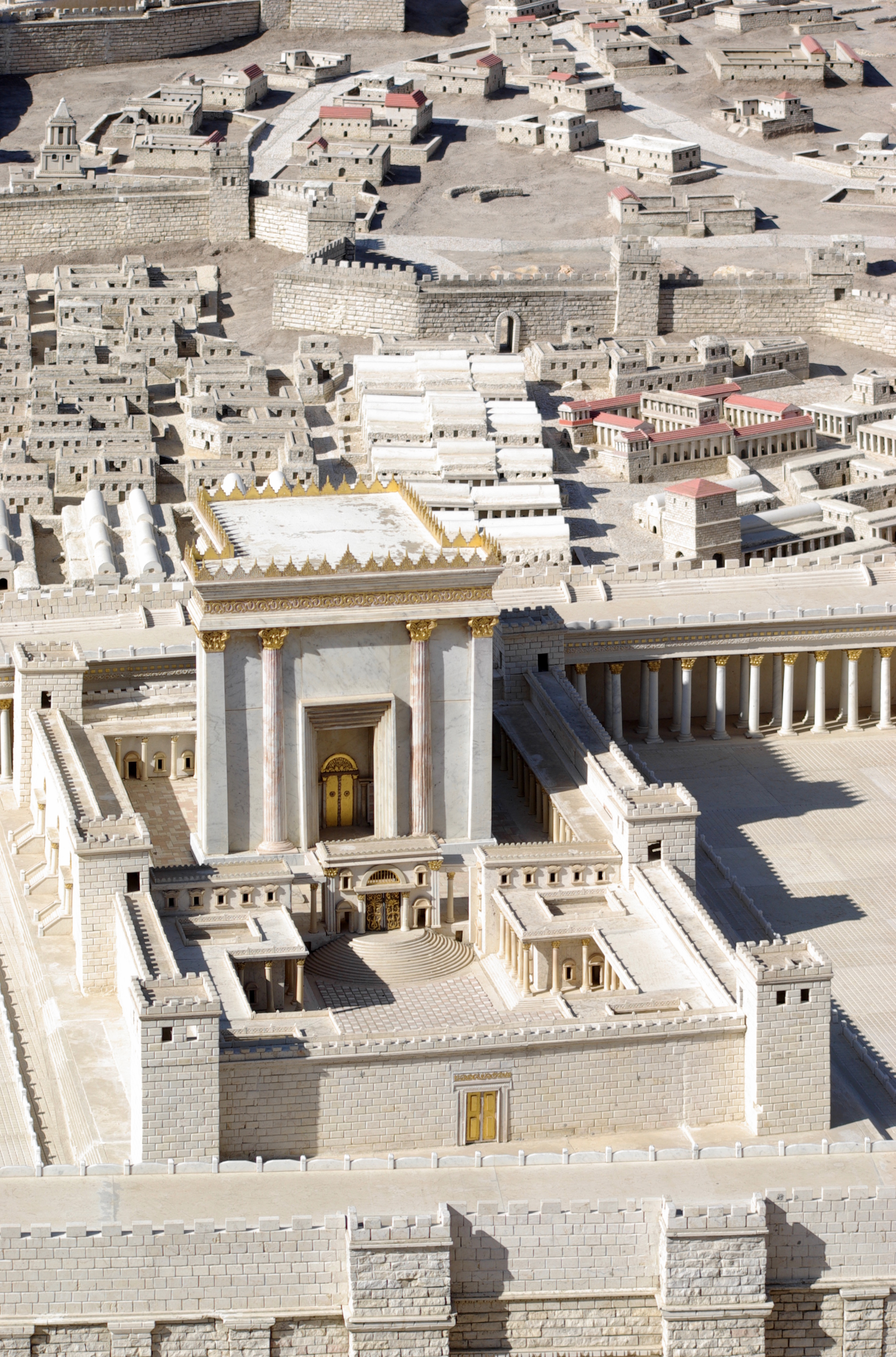
Herodianischer Tempel – der Ort der Nasiräer lag in einem der Vorhöfe der Frauen

Ein Nasiräer (von hebräisch נָזִיר nasir zur Wurzel נזר ‚aussondern‘, ‚weihen‘, ‚geloben‘, etwa mit „Asket“ zu übersetzen) ist im Judentum ein Mensch, der Gott gegenüber freiwillig einen besonderen Eid leistet. Das Leben unter diesem Eid wird als Nasiräat bezeichnet. Ursprünglich bestand es wahrscheinlich auf Dauer. In nachexilischer Zeit konnten sich sowohl Männer als auch Frauen durch ein Gelübde zu einem zeitweisen Nasiräat verpflichten.

## Bedeutung
Bestandteile des (asketischen) Eides sind:
1. auf alkoholische Getränke wie Wein und Bier völlig zu verzichten, ebenso auf Weintrauben, Rosinen und Essig,
2. sich keiner Leiche und keinem Grab[3] zu nähern, selbst wenn es sich um einen nahen Verwandten handeln sollte,
3. sich nicht die Haare und den Bart zu schneiden.

Diese Bestimmungen finden sich in Num 6,1–21 . Haare und Bart des Nasiräers werden vor Beginn der festgesetzten Zeit abrasiert.
Im antiken Judentum brachte der Nasiräer nach Ablauf dieser Zeit zum Abschluss ein Tieropfer im Jerusalemer Tempel dar und Haare und Bart wurden noch einmal abgeschnitten. Wenn der Nasiräer doch in die Nähe einer Leiche kam, etwa wenn in seinem Beisein ein Mensch plötzlich starb, war die bisherige Zeit ungültig und die Zählung der Tage begann von neuem.
Gewöhnlich wurde der Eid auf Zeit geleistet, üblich waren der jüdischen Überlieferung nach zwischen dreißig und hundert Tage. Es gab aber auch Nasiräer auf Lebenszeit, die vor ihrer Geburt von JHWH für diesen Lebensweg erwählt worden waren. Die bekanntesten unter den letzteren waren der israelitische Held und Richter Simson, der Prophet Samuel und Johannes der Täufer.
In Apg 18,18  erwähnt der Evangelist Lukas beiläufig einen aus religiösen Gründen Geschorenen. Hier ist von einem Nasiräat auszugehen. Die Bezeichnung bezieht sich im Satzzusammenhang möglicherweise auf den christlichen Apostel Paulus, wahrscheinlich aber eher auf seinen Begleiter Aquila. In der Jerusalemer Urgemeinde haben möglicherweise noch einige Judenchristen diesen Eid geleistet.

## Zeitgenössischer Bezug
Seit der Zerstörung des Tempels ist es unmöglich, das vorgeschriebene Ausweihungsopfer für den Abschluss eines Nasiräats zu leisten. Im heutigen Judentum ist dieser Brauch daher weniger üblich. Ein prominentes Beispiel eines Nasiräers der Moderne ist der litauisch-israelische Rabbiner David Cohen (1887–1972), ehrend Rav haNasir genannt.
Außerdem gibt es heutzutage manche Rastafari, die ebenfalls das Gelübde eines Nasiräers abgelegt haben, was die charakteristischen Dreadlocks (Haare; „Filzlocken“) und die langen Bärte zur Folge hat. Rastafari ist eine heute weltweit verbreitete Bewegung, die aus dem Christentum entsprungen ist und daher viele alttestamentliche Bezüge aufweist.
Die Ansichten über die Bedeutung des Eides (jenseits des religiösen Gehorsams) gehen in der Forschung auseinander; manche sehen darin eine Art Therapie gegen Alkoholkrankheit und Depression, andere eine Art zweite, freiwillige Priesterschaft, wieder andere eine Art von Magie, die mit übermenschlichen Kräften assoziiert war.